# Rotablacja
Rotablacja − w kardiochirurgii zabieg przewiercania się przez zwężoną tętnicę. Zabieg rotablacji wykonuje się u pacjentów, u których zwężenie naczynia dochodzi do ponad 90% i u których nie jest możliwe zastosowanie metody angioplastyki, ponieważ ich naczynia ze względu na duże zwapnienia są zbyt twarde, by przeprowadzić przez nie balon, a ponadto balonikowanie mogłoby skutkować rozerwaniem tętnicy.
W procedurze po wprowadzeniu prowadnika do zwężonego naczynia, wprowadza się wirujące diamentowe wiertło o średnicy ok. 1 mm o prędkości kątowej 140.000 obr./min. Do rozwierconej tętnicy wprowadza się stent pokryty lekiem antyproliferacyjnym, które minimalizują ryzyko wystąpienia restenozy. Zabiegi z wykorzystaniem wiertła w Polsce stosuje się u mniej niż 1% pacjentów, a w Europie Zachodniej u 4% do 7%.